# Svjetski program za hranu
Svjetski program za hranu (WFP) ↓1 specijalizirana je agencija Ujedinjenih naroda zadužena za pružanje pomoći u hrani i najveća svjetska humanitarna organizacija za rješavanje slučajeva gladi i promoviranje sigurnosti hrane. 
U prosjeku ova organizacija pruža pomoć u hrani za oko 90 milijuna ljudi godišnje, od kojih su oko 58 milijuna djeca. 
Sjedište agencije nalazi se u talijanskom glavnom gradu Rimu. Posjeduje više od 80 ureda širom svijeta. Cilj agencije je pomoći stanovništvu koje nije u stanju proizvesti ili dobiti dovoljno hrane za sebe i svoje obitelji. Član je Grupe Ujedinjenih naroda za razvoj (UNSDG) i dio njenog izvršnog odbora. Godine 2020. dobio je Nobelovu nagradu za mir.

## Povijest
Svjetski program za hranu osnovan je 1961. godine, nakon što je 1960. godine održana konferencija Organizacije za prehranu i poljoprivredu (FAO) i kada je George McGovern, direktor američke agencije Hrana za mir (engleski: Food for Peace), predložio osnivanje programa višestrane pomoći u hrani. Organizacija za prehranu i poljoprivredu i Generalna skupština Ujedinjenih naroda formalno su osnovali Svjetski program za hranu 1963. godine na eksperimentalno trogodišnje razdoblje. Godine 1965. program je proširen na trajnoj osnovi.